# Desmodium ambiguum
Desmodium ambiguum är en ärtväxtart som beskrevs av William Botting Hemsley. Desmodium ambiguum ingår i släktet Desmodium och familjen ärtväxter. Inga underarter finns listade i Catalogue of Life.